# Marius (prénom)
Pour les articles homonymes, voir Marius.
Marius est un prénom vraisemblablement d'origine latine, dérivé de mare, maris signifiant de la mer. L'étymologie est cependant incertaine, et une autre origine latine, dérivé cette fois de mas, maris signifiant le mâle est également possible. Il est fêté le 19 janvier et le 31 décembre.
En France, les personnes se prénommant Marius vivent généralement dans le sud du pays, notamment dans la région de Marseille et d'autres villes provençales. Dans le reste du monde, le prénom est porté en Roumanie.
Cet usage pourrait provenir d'une vieille tradition en hommage au général et consul romain Caius Marius, qui écrasa les Teutons lors de la Guerre des Cimbres près de la Montagne Sainte-Victoire, à Pourrières.
Ce prénom peut désigner :

## Personnages réels
- Marius d'Avenches (530-594), évêque de Lausanne
- Marius Barbeau
- Marius Berliet
- Marius Besson (1876-1945), évêque de Lausanne, Genève et Fribourg
- Marius Constant (compositeur)
- Marius Dewilde
- Marius Escartefigue
- Marius Grout
- Marius Jacob
- Marius Joubert
- Marius Lepage
- Marius Moutet
- Marius Patinaud
- Marius Petipa
- Marius Renard
- Marius Royet (°1881 - +1915), footballeur
- Marius Trésor, footballeur
- Marius Vazeilles (°1881 - +1973)
- Marius Colucci
- Marius Couturier
- François Marius Granet (°1775 - +1849)

## Personnages de fiction
- Marius, pièce de théâtre de Marcel Pagnol (1929).
- Marius, film français d'Alexandre Korda (1931), adapté de la précédente.
- Marius, personnage du livre Misérables de Victor Hugo.
- Marius, personnage des chroniques des vampires d'Anne Rice
- Marius et Jeannette, film sorti en 1997.
- Marius, film TV français de Nicolas Ribowski sorti en 2000.